# Banpeiyu

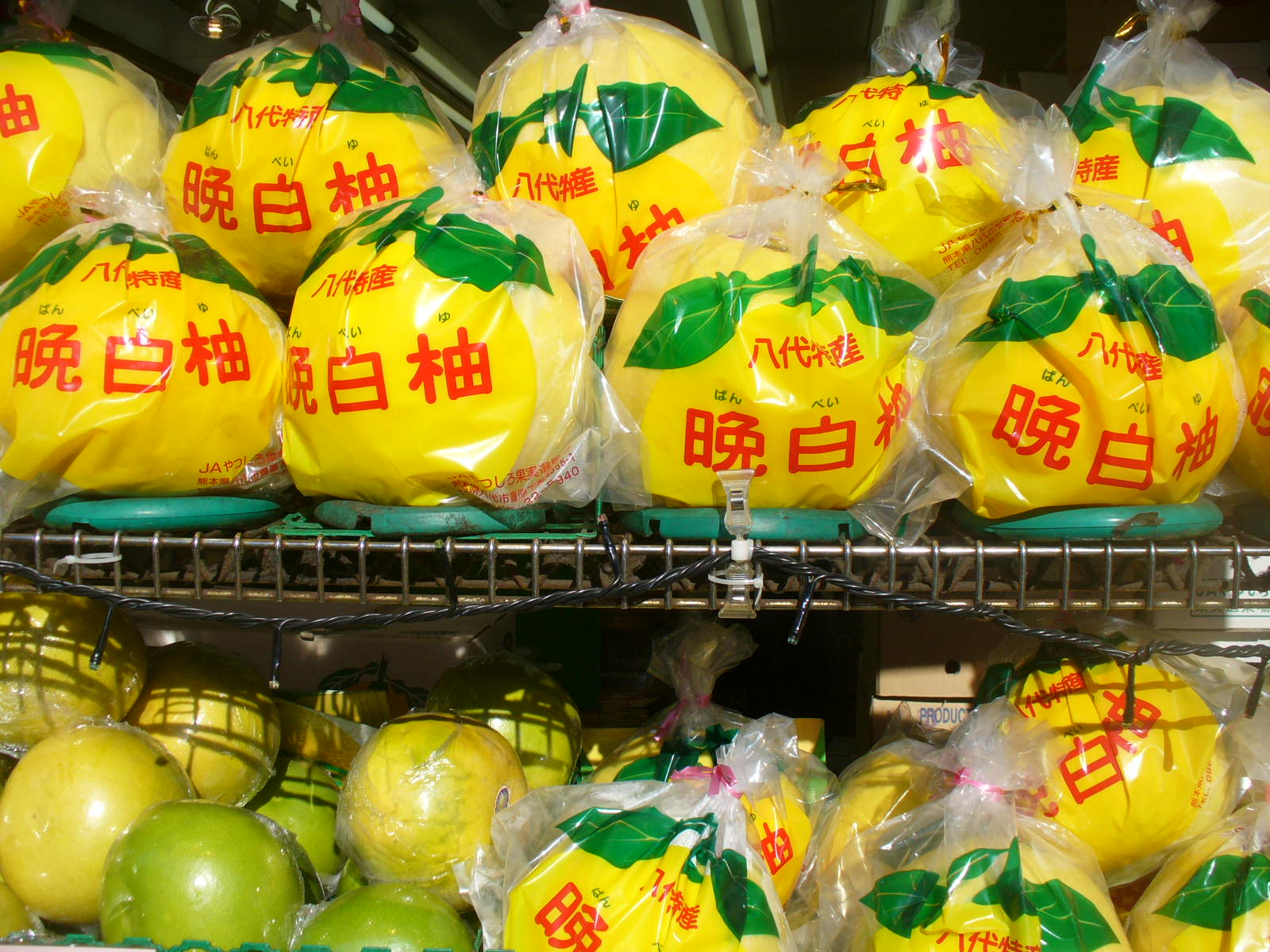
Banpeiyu tại một khu chợ ở Kagoshima.

Banpeiyu (晩白柚 (vãn bạch dữu)) hay Citrus maxima 'Banpeiyu', là một giống bưởi. Đây là một loại trái cây cam quýt cho quả rất lớn và là một trong nhiều loại trái cây cam quýt hầu như chỉ tìm được ở Nhật Bản.